# Eugymnopeza imparilis
Eugymnopeza imparilis är en tvåvingeart som beskrevs av Herting 1973. Eugymnopeza imparilis ingår i släktet Eugymnopeza och familjen parasitflugor.
Artens utbredningsområde är Mongoliet. Inga underarter finns listade i Catalogue of Life.